# Bien digital

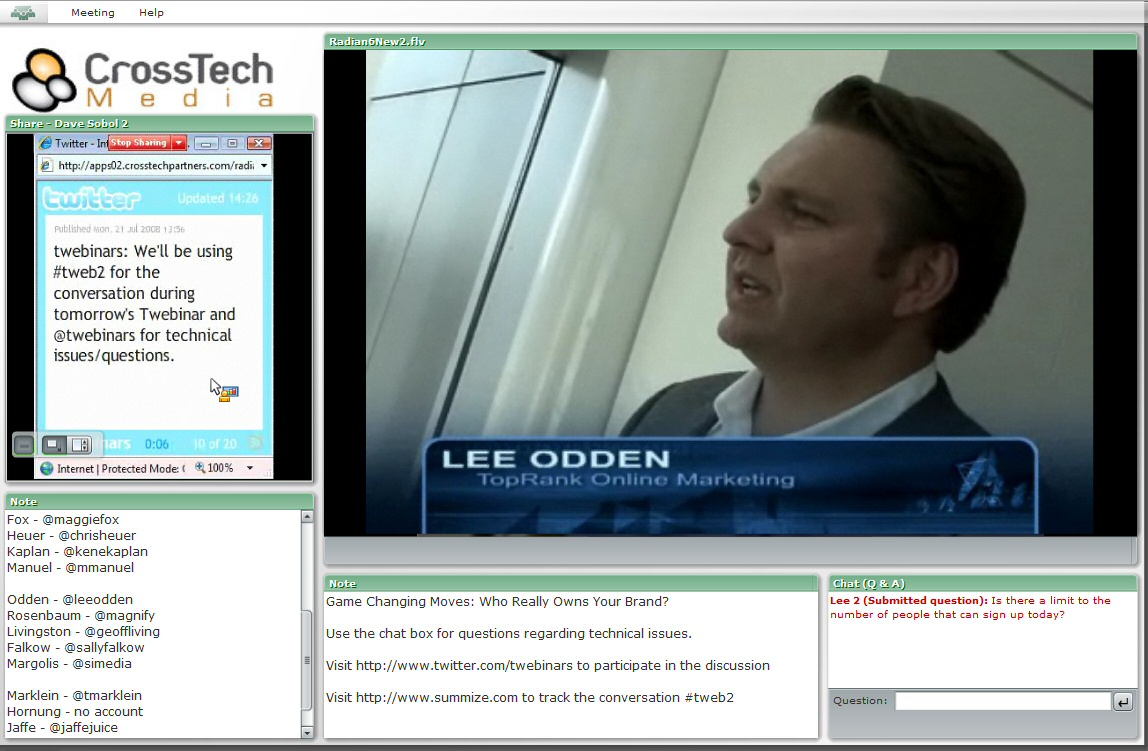
Si uno paga para ver una conferencia web en el monitor de su computadora, ha comprado un bien digital.

Los bienes digitales o bienes electrónicos son bienes intangibles que existen en forma digital. Algunos ejemplos son medios digitales, como libros electrónicos, música descargable, radio por Internet, televisión por Internet y medios de transmisión continua; fuentes, logotipos, fotos y gráficos; suscripciones digitales; anuncios en línea (tal como los compra el anunciante); cupones de Internet; boletos electrónicos; documentación tratada electrónicamente en muchos campos diferentes; software descargable (distribución digital) y aplicaciones móviles; aplicaciones basadas en la nube y videojuegos en línea; bienes virtuales utilizados dentro de las economías virtuales de juegos y comunidades en línea; acceso a la comunidad; planificadores; aprendizaje electrónico (cursos en línea); seminarios web, tutoriales en video, publicaciones de blogs; tarjetas; patrones; temas y plantillas de sitios web.

## Preocupaciones legales sobre los bienes digitales
Las preocupaciones jurídicas especiales con respecto a los bienes digitales incluyen la infracción de derechos de autor y los impuestos. Tampoco está definitivamente resuelta la cuestión de la propiedad (frente al uso o servicio únicamente bajo licencia) de bienes puramente digitales. Por ejemplo, los instaladores de software del distribuidor de software digital GOG.com son técnicamente independientes de la cuenta, pero aún están sujetos al EULA, donde se utiliza una formulación de «licencia, no venta» Por lo tanto, no está claro si el software puede utilizarse legalmente después de una hipotética pérdida de la cuenta, una cuestión que ya se planteó en la práctica con el servicio similar Steam.
En julio de 2012, el Tribunal de Justicia Europeo dictaminó en el caso UsedSoft GMbH contra Oracle International Corp. que la venta de un producto de software, ya sea mediante soporte físico o descarga, constituía una transferencia de propiedad en el derecho de la UE, por lo que se aplica la doctrina de la primera venta. La sentencia, por lo tanto, rompe la teoría legal de «licenciado, no vendido», pero deja abiertas numerosas cuestiones. Por lo tanto, también es permisible revender licencias de software incluso si el producto digital ha sido descargado directamente de Internet, ya que la doctrina de la primera venta se aplica siempre que el software se vende originalmente a un cliente por un tiempo ilimitado, prohibiendo así a cualquier fabricante de software impedir la reventa de su software por cualquiera de sus legítimos propietarios. El Tribunal exige que el anterior propietario ya no pueda utilizar el software licenciado después de la reventa, pero considera que las dificultades prácticas para hacer cumplir esta cláusula no deberían ser un obstáculo para autorizar la reventa, ya que también existen para el software que puede instalarse desde soportes físicos, donde está en vigor la doctrina de la primera venta.
En varios casos, los proveedores de contenido han enfrentado críticas por revocar el acceso a bienes digitales debido a licencias vencidas o la discontinuación de un producto, como libros electrónicos (lo que resultó en una demanda contra Amazon.com, Inc.), video digital (con Sony Interactive Entertainment revocando el acceso al contenido comprado de StudioCanal de su ahora desaparecida tienda de videos PlayStation; una medida similar que involucró al contenido de Warner Bros. Discovery se evitó mediante un acuerdo de licencia actualizado), y videojuegos (como Ubisoft discontinuando y revocando el acceso a su juego The Crew sin proporcionar reembolsos o la posibilidad de volver a descargar el juego) En septiembre de 2024, el estado estadounidense de California implementó una ley de protección al consumidor que prohíbe el uso de términos como «comprar» o «adquirir» durante transacciones que involucran bienes digitales si no hay forma de obtener las compras de una manera que no pueda ser revocada por el vendedor (como permitir que se descargue para acceso permanente sin conexión), y requiere que se muestre un descargo de responsabilidad. al cliente en el momento de la compra.